# Yeshivá de Mea Shearim

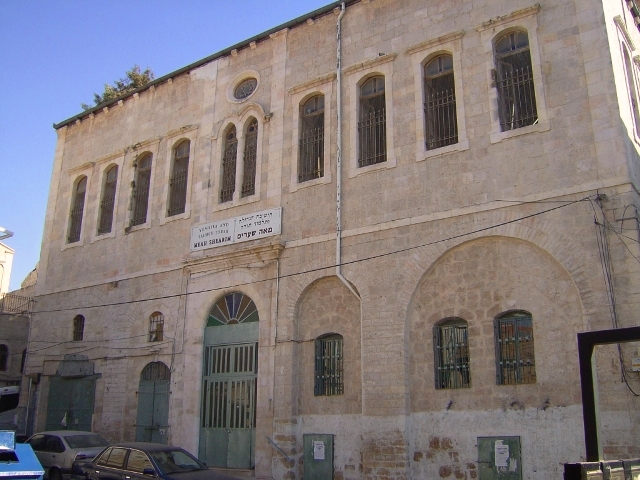
Yeshivá de Mea Shearim y Talmud Torá.

Yeshivá de Mea Shearim y Talmud Torá es una yeshivá que se encuentra en el barrio ultraortodoxo de Mea Shearim en Jerusalén, Israel. Esta yeshivá fue establecida en 1885 como una escuela para el estudio del Talmud y la Torá.
El director de la yeshivá fue el rabino Yosef Gershon Horowitz, uno de los líderes del movimiento mundial Mizrachi. Durante el mandato británico el edificio sirvió como sede de este movimiento en Jerusalén.
La sala de estudio en el segundo piso tiene un magnífico techo pintado con representaciones de lugares sagrados judíos. El artista, Yitzhak Beck, llevó a cabo el trabajo en andamios especiales construidos por él. Las pinturas han comenzado a deteriorarse con el tiempo y se están haciendo esfuerzos para su conservación.